# CERH Continental Cup
Der CERH Continental Cup ist ein seit 1980 ausgetragener Wettbewerb im Rollhockey. Er wurde unter dem Namen CERH European Supercup gegründet und dabei trafen immer die Sieger des CERH European League und CERS Cup Winners aufeinander. 1997 wurde der Wettbewerb umbenannt und seitdem spielen die Sieger der CERH European League und des CERS Cup um den Sieg. Nach der ersten Saison mit einem Finale wurden die Spielzeiten bis zur Saison 2005/06 in Hin- und Rückspiel entschieden, seitdem wurde der Pokal in einem Finale auf neutralem Platz ausgetragen. Ab der Saison 2011/12 ist man im Finale in den Modus Hin- und Rückspiel zurückgekehrt. Seit der Saison 2016/17 wird der Sieger in einem Final Four ausgespielt. Der Rekordsieger mit 18 Erfolgen ist der FC Barcelona.

## Endspiele
| Saison  | Sieger                       | Datum / Spielort                                                                       | Hin- und Rückspiel                                                                         |
| ------- | ---------------------------- | -------------------------------------------------------------------------------------- | ------------------------------------------------------------------------------------------ |
| 1979/80 | FC Barcelona                 | September 1980                                                                         | FC Barcelona – AFP Giovinazzo 9:4                                                          |
| 1980/81 | FC Barcelona                 | 8. Dezember 1981 15. Dezember 1981                                                     | Sporting CP – FC Barcelona 2:6 FC Barcelona – Sporting CP 12:2                             |
| 1981/82 | FC Barcelona                 | 5. Oktober 1982 27. Oktober 1982                                                       | FC Porto – FC Barcelona 2:3 FC Barcelona – FC Porto 7:1                                    |
| 1982/83 | FC Barcelona                 |                                                                                        | FC Porto – FC Barcelona 4:3 FC Barcelona – FC Porto 11:5                                   |
| 1983/84 | FC Barcelona                 | 17. Januar 1985 21. Februar 1985                                                       | Reus Deportiu – FC Barcelona 1:2 FC Barcelona – Reus Deportiu 10:1                         |
| 1984/85 | FC Barcelona                 | 26. November 1985 10. Dezember 1985                                                    | FC Barcelona – Sporting CP 9:0 Sporting CP – FC Barcelona 3:5                              |
| 1985/86 | FC Porto                     |                                                                                        | FC Porto – AD Sanjoanense 9:3 AD Sanjoanense – FC Porto 4:3                                |
| 1986/87 | HC Liceo                     | 3. Dezember 1987 8. Dezember 1987                                                      | FC Barcelona – HC Liceo 4:1 HC Liceo – FC Barcelona 4:1 (La Coruña Penaltysieger)          |
| 1987/88 | HC Liceo                     | 13. Dezember 1988 22. Dezember 1988                                                    | HC Liceo – AA Noia 9:4 AA Noia – HC Liceo 4:2                                              |
| 1988/89 | AA Noia                      | 12. Dezember 1989 19. Dezember 1989                                                    | SH Roller Monza – AA Noia 3:2 AA Noia – SH Roller Monza 7:3                                |
| 1989/90 | HC Liceo                     | 13. Dezember 1990 20. Dezember 1990                                                    | HC Liceo – FC Porto 6:4 FC Porto – HC Liceo 2:3                                            |
| 1990/91 | OC Barcelos                  | 10. Dezember 1991 18. Dezember 1991                                                    | OC Barcelos – Sporting CP 11:2 Sporting CP – OC Barcelos 3:5                               |
| 1991/92 | HC Liceoa                    | 11. Dezember 1992 18. Dezember 1992                                                    | HC Liceo – SH Roller Monza 9:6 SH Roller Monza – HC Liceo 4:6                              |
| 1992/93 | Igualada HC                  | 11. Dezember 1993 18. Dezember 1993                                                    | Igualada HC – OC Barcelos 4:1 OC Barcelos – Igualada HC 3:3                                |
| 1993/94 | Igualada HC                  | 28. März 1995 2. April 1995                                                            | AS Amatori Lodi – Igualada HC 1:1 Igualada HC – AS Amatori Lodi 5:0                        |
| 1994/95 | Igualada HC                  | 8. Dezember 1995 16. Dezember 1995                                                     | SH Roller Monza – Igualada HC 2:1 Igualada HC – SH Roller Monza 4:2                        |
| 1995/96 | Wettbewerb nicht ausgetragen | Wettbewerb nicht ausgetragen                                                           | Wettbewerb nicht ausgetragen                                                               |
| 1996/97 | FC Barcelona                 | 16. November 1997 7. Dezember 1997                                                     | UD Oliveirense – FC Barcelona 1:6 FC Barcelona – UD Oliveirense 8:1                        |
| 1997/98 | Igualada HC                  | 3. November 1998 17. November 1998                                                     | CE Noia – Igualada HC 4:2 Igualada HC – CE Noia 4:1                                        |
| 1998/99 | Igualada HC                  | 14. November 1999 30. November 1999                                                    | Igualada HC – HC Liceo 7:3 HC Liceo – Igualada HC 4:1                                      |
| 1999/00 | FC Barcelona                 | 12. Oktober 2000 21. Oktober 2000                                                      | CD Paço d’Arcos – FC Barcelona 1:2 FC Barcelona – CD Paço d’Arcos 7:1                      |
| 2000/01 | FC Barcelona                 | 21. Dezember 2001 23. Dezember 2001                                                    | CP Vic – FC Barcelona 6:6 FC Barcelona – CP Vic 12:3                                       |
| 2001/02 | FC Barcelona                 | 17. November 2002 23. November 2002                                                    | CP Voltegrá – FC Barcelona 4:4 FC Barcelona – CP Voltregà 8:1                              |
| 2002/03 | HC Liceo                     | 1. November 2003 8. November 2003                                                      | HC Liceo – Reus Deportiu 2:1 Reus Deportiu – HC Liceo 1:3                                  |
| 2003/04 | FC Barcelona                 | 21. November 2004 27. November 2004                                                    | Reus Deportiu – FC Barcelona 1:1 FC Barcelona – Reus Deportiu 6:2                          |
| 2004/05 | FC Barcelona                 | 27. November 2005 6. Dezember 2005                                                     | FC Barcelona – ASD Follonica Hockey 4:0 ASD Follonica Hockey – FC Barcelona 7:4            |
| 2005/06 | FC Barcelona                 | 20. Januar 2007 17. Februar 2007                                                       | FC Barcelona – ASD Follonica Hockey 7:1 ASD Follonica Hockey – FC Barcelona 2:0            |
| 2006/07 | FC Barcelona                 | 29. September 2007 in Dinan (FRA)                                                      | FC Barcelona – CP Vilanova 5:0                                                             |
| 2007/08 | FC Barcelona                 | 3. März 2009 in Pamplona (ESP)                                                         | FC Barcelona – CP Tenerife 3:1                                                             |
| 2008/09 | Reus Deportiu                | 24. Januar 2010 in Noia (ESP)                                                          | Reus Deportiu – CH Mataró 4:1                                                              |
| 2009/10 | FC Barcelona                 | 26. Januar 2011 in Bilbao (ESP)                                                        | FC Barcelona – HC Liceo 7:2                                                                |
| 2010/11 | Benfica Lissabon             | 5. November 2011 in Viana do Castelo (PRT)                                             | Benfica Lissabon – HC Liceo 10:0                                                           |
| 2011/12 | HC Liceo                     | 11. Dezember 2012 16. Dezember 2012                                                    | Bassano Hockey 54 – HC Liceo 5:1 HC Liceo – Bassano Hockey 54 6:2 (2:1 im Penaltyschießen) |
| 2012/13 | Benfica Lissabon             | 19. Oktober 2013 in El Vendrell (ESP) 2. November 2013 in Lissabon (PRT)               | CE Vendrell – Benfica Lissabon 3:5 Benfica Lissabon – CE Vendrell 5:0                      |
| 2013/14 | CE Noia                      | 21. September 2014 in Sant Sadurní d’Anoia (ESP) 28. September 2014 in Barcelona (ESP) | CE Noia – FC Barcelona 0:0 FC Barcelona – CE Noia 3:3 (2:3 im Penaltyschießen)             |
| 2014/15 | FC Barcelona                 | 10. Oktober 2015 in Lissabon (ESP) 17. Oktober 2015 in Barcelona (ESP)                 | Sporting CP – FC Barcelona 0:2 FC Barcelona – Sporting CP 5:1                              |
| 2015/16 | Benfica Lissabon             | 8. Oktober 2016 in Barcelos (PRT) 15. Oktober 2016 in Lissabon (PRT)                   | OC Barcelos – Benfica Lissabon 5:4 Benfica Lissabon – OC Barcelos 9:2                      |
| 2016/17 | UD Oliveirense               | 15. Oktober 2017 in Viareggio (ITA)                                                    | UD Oliveirense – Reus Deportiu 7:4                                                         |
| 2017/18 | FC Barcelona                 | 30. September 2018 in Barcelos (PRT)                                                   | FC Barcelona – FC Porto 3:3 (2:3 im Penaltyschießen)                                       |
| 2018/19 | Sporting CP                  | 29. September 2019 in Lissabon (PRT)                                                   | Sporting CP – FC Porto 3:2                                                                 |
| 2019/20 | Wettbewerb nicht ausgetragen | Wettbewerb nicht ausgetragen                                                           | Wettbewerb nicht ausgetragen                                                               |
| 2020/21 | Sporting CP                  | 18. September 2021 in Mollerussa (ESP)                                                 | Sporting CP – Lleida Llista Blava 3:1                                                      |

## Rangliste der Sieger
| Mannschaft         | Siege | Siegerjahre |
| ------------------ | ----- | --- |
| 0 FC Barcelona     | 18    | 1979/80, 1980/81, 1981/82, 1982/83, 1983/84, 1984/85, 1996/97, 1999/00, 2000/01, 2001/02, 2003/04, 2004/05, 2005/06, 2006/07, 2007/08, 2009/10, 2014/15, 2017/18 |
| 0 HC Liceo         | 6     | 1986/87, 1987/88, 1989/90, 1991/92, 2002/03, 2011/12 |
| 0 Igualada HC      | 5     | 1992/93, 1993/94, 1994/95, 1997/98, 1998/99 |
| 0 Benfica Lissabon | 3     | 2010/11, 2012/13, 2015/16 |
| 0 CE Noia          | 2     | 1988/89, 2013/14 |
| 0 Sporting CP      | 2     | 2018/19, 2020/21 |
| 0 FC Porto         | 1     | 1985/86 |
| 0 OC Barcelos      | 1     | 1990/91 |
| 0 Reus Deportiu    | 1     | 2008/09 |
| 0 UD Oliveirense   | 1     | 2016/17 |